# Matsés
I Matsés  sono un popolo indigeno che vive nella foresta Amazzonica, lungo il confine tra il Brasile e il Perù. Si stima che la sua popolazione sia di circa 3.300 persone (censimenti del 2006 e del 2007).

## Nome
La parola Matsés significa "persone" nella lingua Matsés, e viene utilizzata soprattutto in Perù. Un altro nome con cui viene chiamato il popolo è Mayoruna, che in lingua Quechua significa "gente del fiume". 
Altre denominazioni sono: Maxuruna, Majuruna, Mayiruna, Maxirona, Magirona, Mayuzuna.

## Lingua
I Matsés, che contano circa 3.300 individui, parlano la lingua Matsés, che appartiene alla famiglia linguistica Pano.

## Insediamenti
I Matsés vivono nello stato brasiliano dell'Amazonas e in Perù, nella regione di Yaquerana. Le comunità Matsés sono situate nel bacino del fiume Javari, all'estremo ovest dell'Amazzonia brasiliana. 
In Brasile, i Matsés vivono nel territorio indigeno di Vale do Javari, nel sud-ovest dello stato  dell'Amazonas, una riserva di 8.519.800 ettari riconosciuta nel 2001. Vi è anche una comunità situata al di fuori del territorio indigeno, vicino Palmeiras do Javari. 
In Perù i Matsés vivono all'interno della riserva Comunidad Nativa Matsés, nei pressi dei fiumi Gálvez e Javari.
Nonostante vivano sul proprio territorio ancestrale, le condizioni di vita sono peggiorate con il passare del tempo. Secondo un articolo di Dan James Pantone, la sopravvivenza di questo popolo sarebbe a rischio.

## Storia
I Matsés entrarono in contatto per la prima volta con il mondo esterno nel 1969, quando accettarono dei missionari all'interno della loro comunità. 
Prima di quella data erano in guerra con il governo peruviano, che aveva fatto bombardare i loro villaggi con del napalm e fatto invadere il loro territorio dall'esercito. Dan James Pantone e Bjorn Svensson scrissero un articolo riguardo alla gente Matsés (che aveva deciso di accettare dei contatti con il mondo esterno pacificamente) e lo pubblicarono sul Native Planet Journal, con il titolo  "Il primo contatto dei Matsés: la fine di un isolamento".
Il Movimento in Amazzonia per la Sussistenza Tribale e Sostenibilità Economica (MATSES) è una organizzazione della gente indigena che svolge il compito di mantenere e far sopravvivere il patrimonio culturale della gente Matsés. Il fondatore di MATSES è Dan James Pantone. Attualmente il governo peruviano non fornisce grandi aiuti ai Matsés, e molti membri muoiono per malattie come epatite e malaria, comunque MATSES è riuscita a negoziare un accordo con il governo per far avere un controllo medico della gente sotto il programma ASIS (Analisi della Situazione di Salute); ma secondo il dottor Pantone, è difficile per i medici raggiungere il territorio degli indigeni in quanto si trova in una zona remota e isolata presso il confine tra Perù e Brasile.

## Stile di vita
I Matsés vivono nella foresta amazzonica e sono un popolo di cacciatori-raccoglitori. Pescano, cacciano e coltivano diversi raccolti, tra cui alimenti base come il platano. 
Hanno una complessa conoscenza della vita animale e vegetale, e le abbondanti risorse della foresta garantiscono ai Matsés un'alimentazione ricca ed equilibrata. 
La loro principale fonte di guadagno è la vendita della carne e della pelle del pècari.

### Armi
Archi e frecce sono le armi principali della cultura Matsés, e sono usate per la caccia degli animali, non usano mazze da guerra come i Korubo. Hanno fatto uso anche di cerbottane, cadute poi in disuso a causa della maggiore diffusione di archi e frecce.

### Religione
Nella visione animista dei Matsés non vi è distinzione tra il mondo fisico e quello spirituale, e gli spiriti sono presenti nel mondo che li circonda. I Matsés credono che gli spiriti degli animali determinino salute e successo nella caccia. La gente sta attenta a non dare fastidi agli animali e vi sono diversi tabù riguardo alla caccia di certe specie.
Le piante e specialmente gli alberi sono oggetto di interesse per i Matsés. Ogni pianta è associata con uno spirito animale. Quando il prodotto di una pianta viene usato come medicina lo sciamano parla allo spirito dell'animale associato con quella pianta.

### Matrimonio
Le famiglie Matsés praticano spesso la poligamia. I matrimoni tra cugini sono i più comuni, con un uomo che sposa la figlia della sorella di suo padre (quindi la zia). Le relazioni famigliari tendono a dominare il loro sistema politico.

### Organizzazione politica
I Matsés sono molto divisi e disorganizzati politicamente. Ogni villaggio ha un proprio capo e vi è poca autorità centrale per la tribù.

## Problemi attuali
Nel 2012, il governo peruviano ha concesso alla canadese Pacific Rubiales il permesso di avviare prospezioni petrolifere nella terra abitata dai Matsés. Il progetto prevede trivellazioni e la tracciatura di linee sismiche in una zona di circa 700 km quadrati nella foresta .
Queste attività avranno gravi ripercussioni sulla vita non solo dei Matsés ma anche di altre tribù incontattate che abitano nella zona.
I Matsés continuano ad opporsi fermamente alle attività petrolifere nella loro foresta, ma finora le loro proteste sono rimaste inascoltate . 
Nel marzo 2013 Survival International, l'organizzazione che difende i diritti dei popoli indigeni di tutto il mondo, ha lanciato una campagna per chiedere al governo peruviano e alla Pacific Rubiales di rispettare le volontà espresse dagli abitanti indigeni e fermare le prospezioni petrolifere nell'area .